# Hirenandi, Heggadadevankote
Hirenandi là một làng thuộc tehsil Heggadadevankote, huyện Mysore, bang Karnataka, Ấn Độ.